# Chlorotettix duospinus
Chlorotettix duospinus är en insektsart som beskrevs av Delong och Martinson 1974. Chlorotettix duospinus ingår i släktet Chlorotettix och familjen dvärgstritar. Inga underarter finns listade i Catalogue of Life.